# Bewegung für die Autonomie der Kabylei
Die Bewegung für die Autonomie der Kabylei (kabylisch Timanit i Tmurt n Iqbayliyen, französisch Mouvement pour l'autodétermination de la Kabylie, kurz MAK) ist eine algerische Organisation, die 2001 von Ferhat Mehenni gegründet wurde. Sie sieht sich als gewaltlose Autonomiebewegung der Kabylei in Algerien.

## Ziele
Die 2001 gegründete Organisation setzt sich für die Rechte der indigenen Minderheit der Kabylen ein, die sie mit den Berbern identifiziert, die Nordafrika als erste bevölkerten. Die Bewegung zeigte sich frustriert von den seit der Unabhängigkeit getroffenen Maßnahmen der Regierung, die noch verbliebenen Minderheiten in die arabische Mehrheitsgesellschaft zu assimilieren.
Das unmittelbare Ziel der Bewegung ist die regionale Autonomie für die Provinz der Kabylei, was nach Mehenni der erste Schritt hin zur Errichtung eines föderalistischen algerischen Staates sein könne. Letzteres wird als endgültiges Ziel der Bewegung betrachtet. Mehenni wurde 2010 Präsident einer Exilregierung in Frankreich mit neun Ministern, zwei von ihnen Frauen.

## Hintergrund
Der gewaltsame Tod des 18-jährigen Schülers Massinissa Guermah auf einer Polizeistation in der Kabylei im April 2001 löste eine Protestwelle aus, bei der bis 2003 von algerischen Sicherheitskräften 128 zumeist jugendliche kabylische Demonstranten getötet wurden. Ende Februar 2011 wurde von der algerischen Regierung der Ausnahmezustand beendet. Anwälte und Menschenrechtsorganisationen beklagen jedoch weiterhin ein hartes Vorgehen der Sicherheitsbehörden und der Justiz in der Terrorismusbekämpfung, insbesondere lange Verfahrensdauern, Haftstrafen sowie körperliche Misshandlungen.
Die Bewegung zeige nach Angaben der deutschen Bundesregierung „separatistische Tendenzen“ und werde von Algerien nicht anerkannt. Sie spiele „in der algerischen politischen Landschaft aktuell keine signifikante Rolle“.
Am 26. August 2021 erließ die algerische Staatsanwaltschaft einen internationalen Haftbefehl gegen den im französischen Exil lebenden Ferhat Mehenni.